# مجید جوانمرد
مجید جوانمرد (زاده ۱۳۳۳ در اهواز) کارگردان و فیلم‌نامه‌نویس اهل ایران است.

## فیلم‌شناسی

### کارگردانی سینما
- آدم باش (۱۳۹۳)
- شکار روباه (۱۳۸۷)
- در سرزمینی دیگر (۱۳۷۵)
- عروسی خون (۱۳۷۳)
- قافله (۱۳۷۱)
- مار (۱۳۷۰)
- تیغ آفتاب (۱۳۶۹)
- دستمزد (۱۳۶۸)
- شکار (۱۳۶۶)

### کارگردانی سریال تلویزیونی
- دل خوش سیری چند (۱۳۸۶)[۱][۲]
- خانه شش در (۱۳۸۵)[۳]
- تا صبح (۱۳۸۵)

### نویسنده
- آدم باش (۱۳۹۳)
- در سرزمینی دیگر (۱۳۷۵)
- عروسی خون (۱۳۷۳)
- قافله (۱۳۷۱)
- تیغ آفتاب (۱۳۶۹)
- دستمزد (۱۳۶۸)
- شکار (۱۳۶۶)

### تهیه‌کننده
- آدم باش (۱۳۹۳)